# Madlax
Madlax (яп. マドラックス, Мадораккусу) — аніме-серіал, який 2004 року випустила студія Bee Train. Вперше демонструвався 5 квітня 2004 року на каналі «TV Tokyo». DVD-версію серіалу випустили компанія ADV Films у Північній Америці та Англії, а також компанія Madman Entertainment в Австралії та Новій Зеландії.
Серіал названо на честь однієї з головних героїнь, чиє ім'я, як стверджує режисер Масімо Койті, назва складається з двох англійських слів: «божевільний» (англ. mad) та «розслаблятися» (англ. (re)lax). Причина такого вибору полягає у здатності головної героїні залишатися спокійною та чуйною до оточуючих, попри те божевілля громадянської війни, що розгортається навколо неї.
Критиками багато разів наголошувалася його зовнішня схожість з ранішою роботою тієї ж студії — «Noir», і, за словами творців, обидва серіали є першими частинами задуманої ними трилогії, об'єднаної загальною тематикою «дівчата з пістолетами» (англ. girls-with-guns). Необхідно проте зазначити, що на відміну від «Noir», витриманого в псевдореалістичному стилі, «Madlax», зазвичай, відносять до містики та сюрреалізму, оскільки багато деталей і поворотів сюжету глядачам доводиться осмислювати без будь-яких додаткових пояснень.

## Сюжет
Дія серіалу розгортається в 2011-му році в альтернативному світі, дуже схожому на звичний нам (наприклад, детально промальованна реально існуюча вогнепальна зброя). Однак реальність серіалу має чимало відмінностей: наприклад, автори старанно замінили назви всіх реально існуючих країн та імена відомих осіб на вигадані.
Сюжет серіалу присвячений двом молодим дівчатам, які, на перший погляд, жодним чином між собою не пов'язані і навіть не підозрюють про існування одне одної. Першу героїню звуть Мадлакс, і вона вважається живою легендою серед найманців у Газа-Соніці (яп. ガザッソニカ, англ. Gazth-Sonika — можливо, алюзія до Сектору Гази), країні в південно-західній Азії, де ось вже 12 років триває громадянська війна між прихильниками короля та релігійним угрупуванням під назвою «Галза» (яп. ガルザ, англ. Galza).
Друга дівчина — Маргарет Бартон, єдина спадкоємиця стародавнього аристократичного роду мирної європейської країни Нафреції (яп. ナフレス, англ. Nafrece — неточна анаграма від англ. France (Франція)). Дванадцять років тому літак, на якому вони з матір'ю летіли відвідувати батька Маргарет, зазнав аварії над Газа-Сонікою, але місце трагедії так і не було встановлене, а всі пасажири, також і батько Маргарет, що вирушив на їх пошуки, вважаються зниклими безвісти. Загадкою залишається і те, яким чином Маргарет дісталася до Нафреції, бо після повернення вона не пам'ятала нічого з того, що з нею сталося. Єдиним словом, яке залишилося в її пам'яті, було «Мадлакс».
Ця тонка «нитка», що зв'язує двох героїнь, обертається набагато тіснішим зв'язком, коли обидві дівчини, незалежно одна від одної, виходять на слід могутньої кримінальної організації Enfant (яп. アンファン) та її таємничого керівника, що з невідомої причини цікавиться ними обома. Колишня вчителька Маргарет, Ванесса Рене, що розслідує дійсні причини війни в Газа-Соніке, стає ланкою між ними, і разом вони поступово розкривають завісу таємниці над тим, що ж відбулося в їх світі дванадцять років тому.

### Критика
Критики відзначали, що сюжет «Madlax» вигідно відрізняється від «Noir» своєю цілісністю, тобто, кожна серія в ньому тісно пов'язана з попередніми і наступними. Для порівняння, у «Noir» велика частина серій присвячена незалежним один від одного сюжетним частинам. Також в оглядах неодноразово згадувалося, що, попри неяскравий початок, чим ближче серіал наближається до кінця, тим цікавішим і незвичнішим він стає — випадок, на думку окремих оглядачів, прямо протилежний «Noir».

## Персонажі

Персонажі аніме: Ванесса, Мадлакс, Маргарет, Елеонора, Карроссеа, Понеділок та Лімельда

Очевидно, врахувавши малу кількість центральних персонажів у «Noir», творці серіалу «Madlax» збільшили це число — не в останню чергу, за рахунок персонажів чоловічої статі, практично відсутніх у першій частині трилогії. Як наслідок, особистісному розвитку героїв у серіалі приділяється значно менше уваги, ніж подіям, що відбуваються з ними чи їхнім стосункам між собою. У початковій «чернетці» сценарію, створеній режисером Масімо Койті і майбутнім продюсером серіалу Кітаяма Сігеру, число персонажів було набагато менше. Наприклад, Мадлакс і Маргарет були однією особою, а Чарлі (колега Ванесси по Bookwald Industries) відводилася одна з центральних ролей. Проте після того, як Курода Єсуке був призначений відповідальним за сценарій, від первинного набору персонажів фактично залишилися тільки імена.
Над персонажами «Madlax» працювали три дизайнери: Осава Сатосі створив центральних героїнь, зокрема, Маргарет і власне Мадлакс; Сіба Мінако, що колись взяв участь у роботі над «Noir», малював агентів Enfant на чолі з П'ятницею Понеділком і Карроссеа Доном, а Міяті Сатоко займалась Летіцією та Пупе.

### Головні персонажі
Ма́ргарет Бартон (англ. Margaret Burton, яп. マーガレット・バートン) — забудькувата дівчина, що навчається в елітному коледжі для дітей аристократичних сімей в Нафреції. Її спогади про власне життя обмежуються останніми дванадцятьма роками, а так само ім'ям «Мадлакс» і плутаними спогадами, пов'язаними з однією із її книг, написаною незрозумілою їй мовою і деякі сторінки якої залито кров'ю. Зрештою, саме Маргарет — центральний персонаж серіалу і володарка Дару, здатного змінювати світ. Дванадцять років тому вона разом з Карроссеа Доном пережила крах літака над Газа-Сонікою і мимоволі втрутилася в його дуель з Річардом Бартоном. Хоча Бартон переміг, Понеділок останнім зусиллям ввів його в транс, змусивши стріляти в рідну дочку. Захищаючись, Маргарет вбила батька і, щоб втекти від провини, скористалася своїм Даром, розділивши себе на три іпостасі: ту яка володіє Даром, ту яка прийняла на себе гріх батьковбивства і ту яка пам'ятає про все це. З цієї миті дівчина, що носить ім'я «Маргарет Бартон», стала лише третиною себе самої. Книга, якою вона володіє, — це «Secondary», друга зі Священних Книг, необхідних для використання Дару.
Сейю: Кувасіма Хоко
- Музична тема в «меню Масімо»[ком. 6]: Книжка з картинками, кров і глибоководна риба (англ. Picture Book, Blood, and Deep-sea Fish)

Мадла́кс (англ. Madlax, яп. マドラックス) — винятково харизматична та мила дівчина, яка також є найкваліфікованішим найманцем у Газа-Соніке з 98 % вдало виконаними завданнями. Як і Маргарет, вона не пам'ятає нічого, з того що сталося раніше ніж дванадцять років тому, окрім слова «Мадлакс» (яке вона зробила своїм кодовим ім'ям) і короткого спогаду, в якому бачить пістолет у своїх руках і батька, який залишає її, — Мадлакс вірить, що її батько ще живий і теж воює десь у Газа-Соніке. Хоч вона найкращий боєць у країні, Мадлакс ненавидить війну й воює тільки заради того, щоб швидше її завершити, а тому, довідавшись від Ванесси Рене, що саме Enfant стоїть біля витоків конфлікту, вона негайно починає з ним боротьбу, без огляду на можливі наслідки. Мадлакс — друга іпостась Маргарет Бартон, що узяла на себе гріх батьковбивства (її надприродні бойові здібності, ймовірно, пов'язані саме з цим), але не володіє Даром. Те, що вона не зовсім людина, стає очевидно в кінці серіалу, коли у неї за ніч заживає прострілена навиліт легеня, а потім вона знищує невелику, але добре озброєну армію. Вона володіє сторінкою, якої бракує в книзі «Secondary» Маргарет.
Сейю: Кобаясі Санае
- Тема в «меню Масімо»: Самотня воротарка Пекла (англ. The Gatekeeper of Hell is All Alone)

Ване́сса Рене́ (англ. Vanessa Rene, яп. ヴァネッサ・レネ) — колишня сусідка та вчителька Маргарет, має вищу освіту в області інформаційних технологій і нині працює менеджером у компанії Bookwald Industries (яп. ブッグワルド). Її батьки загинули в Газа-Соніке, і відтоді Ванесса не полишає думки з'ясувати справжню причину війни. Сильна і впевнена в собі жінка, Ванесса особисто вирушає в Газа-Соніку, як тільки з'ясовує, що Bookwald постачає зброю обом сторонам (а не просто вкладає гроші в мирну індустрію країни, як випливає з офіційних звітів) і, більше того, сам є одним з підрозділів Enfant. У Газа-Соніке її охорону доручають Мадлакс, таким чином, саме вона возз'єднує дві іпостасі колишньої Маргарет.
Сейю: Юкіно Сацукі
- Тема в «меню Масімо»: Воротарка щастя (англ. Gatekeeper of Happiness)

### Інші персонажі
Елеоно́ра Бе́йкер (англ. Eleanor Baker, яп. エリノア・ベイカー) — служниця Маргарет. Її сім'я служила Бартонам декілька поколінь, тому Елеонора вважає своїм обов'язком захищати розсіяну і незграбну Маргарет від всіх напастей — аж до перевірки всіх її однокласників на благонадійність. До виконання свого обов'язку Елеонора ставиться вкрай серйозно, що дозволило їй закінчити школу на декілька років раніше одноліток і стати майстром рукопашного бою.
Сейю: Утікава Ай
- Тема в «меню Масімо»: Воротарка Повсякденності (англ. Everyday Gatekeeper)

П'я́тниця Понеді́лок (англ. Friday Monday, яп. フライデー・マンデー) — загадковий творець і беззмінний лідер організації Enfant, про його минуле невідомо практично нічого, крім того, що дванадцять років тому він скористався своїм Даром, щоб відкрити Браму Правди і змінити світ згідно зі своїм уявленням про нього, штовхнувши його в тотальну війну. У той раз полковник Річард Бартон встиг його зупинити, тому війна розгорілася тільки в одній окремо взятій державі, на території якого відбувався ритуал, і де нині розташований штаб Enfant — у Газа-Соніке. Для повторення ритуалу і завершення задуманого, Понеділок ось вже дванадцять років наново шукає Священні Книги (окрім «Firstary», яку йому вдалося зберегти) і ще одного володаря Дару, оскільки своїм Даром він скористатися більше нездатен. Права половина обличчя його знівечена пострілом Бартона, тому він вдягає напівмаску. Хоча це майже не відчувається в самому серіалі, за задумом режисера Масимо Понеділок колись був художником або поетом.
Сейю: Ебара Масасі
- Тема в «меню Масімо»: Всміхнений сторож Небес (англ. The Gatekeeper of Heaven Smiles)

Карро́ссеа Дон (англ. Carrossea Doon, яп. カロッスア・ドゥーン) — один із найкращих оперативників Enfant, підзвітний особисто П'ятниці Понеділку (хоча офіційно він працює в Bookwald Industries). Карроссеа розумний і далекоглядний, тому часто веде власну гру під носом у начальства, вишукуючи правду про своє минуле, бо він, як і Мадлакс, і Маргарет Бартон, не пам'ятає нічого, що трапилося з ним раніше 12 років тому. Під час інциденту в Газа-Соніке, тільки Карроссеа, що носив тоді ім'я Пупі, і Маргарет пережили крах їх літака, можливо, тому що обидва володіли Даром. Того разу Карроссеа покохав її з першого погляду і присягнувся захищати, тому коли Маргарет втрутилася в дуель між батьком і Понеділком, закрив її від кулі власним тілом і помер. Пізніше його слабкого Дару і бажання захистити Маргарет вистачило, щоб частково воскреснути, за що він заплатив своєю особистістю і пам'яттю, і в такому стані його знайшов П'ятниця Понеділок. Цим пояснюється також та швидкість, з якою між Карроссеа і Маргарет налагоджується взаємна довіра після їх «першої» зустрічі в нових іпостасях.
Сейю: Морікава Тосіюкі

## Термінологія
Через специфіку жанру ряд понять, які явно чи мимохідь використано в сюжеті, залишається без пояснень навіть після закінчення серіалу, тому здогадатися про їх значення часто доводиться за зовнішніми проявами.
Дар (яп. 資質) — рідкісний талант, механізм дії якого до кінця незрозумілий, проте точно відомо, що всі володарі Дару володіють надприродними здібностями, що дозволяють їм тією чи іншою мірою змінювати реальність відповідно до своїх уявлень. Тих, хто володіє Даром, як правило, можна впізнати по відсутності звичайної реакції на Слова Саруона зі Священних Книг, проте досвідчені містики (наприклад, П'ятниця Понеділок, леді Кванзітта і Нахаль) здатні відрізняти їх і без допоміжних засобів. Судячи з усього, існує також певна градація по силі, оскільки можливості, доступні одним із них, деколи недоступні іншим.
Самостійно досягти Святилища і повною мірою оперувати Даром у серіалі здатна тільки Маргарет Бартон, проте в 1999 році подібною силою володів П'ятниця Понеділок, який втратив відтоді велику її частину (можливо, через скалічене обличчя). Полковник Річард Бертон самостійно проник до Святилища, але не зміг протистояти Словам Пробудження, тому наявність у нього Дару сумнівна. Найслабше вираженим, але очевидним Даром володіє Карроссеа Дон, він же Пупі, здатний добратися до Святилища тільки у супроводі Маргарет. Мадлакс Даром не володіє, але, як іпостась Маргарет Бертон, теж здатна послідувати за нею до Брам Істини. Кванзітта Морісон може спілкуватися з мешканцями Святилища, проте інших здібностей вона жодного разу не проявляла.
Брами Істини (яп. 真実の扉) — метафізична конструкція, що відокремлює Святилище від звичного людям світу. Досягти Брам і пройти крізь них можуть тільки ті, хто володіє Даром.
Священна столиця (яп. 聖都) або Святилище — метафізичний простір, в якому сила тих, що володіють Даром досягає своєї найвищої могутності. Тільки у Святилищі можливі такі речі як розділення себе на декілька іпостасей (тому саме там мешкають примари пам'яті), а за наявності Священних Книг можливі й глобальні зміни реальності, наприклад, початок усесвітньої війни, до якої прагне П'ятниця Понеділок.
Іпостась — істота, що виникає, коли той, хто володіє Даром бажає ізолювати себе від частини своєї особистості або пам'яті й використовує для цього силу Святилища. Такі істоти отримують фізичну форму, часто мало схожу на прообраз, і ряд незвичайних особливостей, таких як, наприклад, надлюдські бойові здібності й здатність до регенерації Мадлакс. Номінально головною іпостассю вважається та, що володіє Даром (який неподільний), оскільки тільки вона може знов об'єднати іпостасі в одну істоту.
Примара пам'яті — виникає, якщо володар Дару з якоїсь причини втрачає пам'ять про своє життя, перебуваючи у Святилищі. Примари пам'яті не спроможні покинути Святилище без допомоги інших своїх іпостасей, що існують «зовні». Пророк Кванзітта Морісон уміє спілкуватися з ними безпосередньо. У серіалі описуються дві примари пам'яті: Летіція та Пупі.

### Священні книги

Три священні книги

«Firstary» (яп. ファースタリ від англ. «first» — «перший»), «Secondary» (яп. セカンダリ від англ. «second" — «другий») та «Thirstary» (яп. サースタリ від англ. «third» — «третій») — три Священні Книги (яп. 三冊の本 «книга в трьох томах»), написані мовою Саруон (яп. サルオン) письменами Еліес (яп. エリエス文字).
Словосполучення «Священні Книги» (англ. «Holy Books») не використовувалося в японському оригіналі, а є результатом роботи англомовних перекладачів, що сумістили воєдино терміни «книга в трьох томах» та «Істинні слова Саруона» (яп. サルオンの真言), використані для позначення трьох манускриптів авторами.
Кожна Книга містить одне з трьох могутніх заклять, необхідних для використання Дару. Для тих, хто не володіє Даром, закляття становлять величезну небезпеку, занурюючи того, хто їх прочитає чи почує, у глибокий транс і примушуючи його спочатку вбити всіх у зоні досяжності — у першу чергу, своїх рідних і близьких, а потім покінчити життя самогубством. Частина знавців серіалу пояснює цей ефект тим, що ті, хто увійшов до трансу, втрачають всі моральні й етичні принципи і заборони. В окремих випадках (як, наприклад, у Еріка Гіллена та Мадлакс) Слова Саруона просто примушують людину пригадати деякі колись здійснені нею, але пізніше вибірково забуті вчинки, якщо вони настільки аморальні, що лише тільки згадка про них може довести до суїциду.
Єдиними людьми, здатними протистояти заклинанням, не маючи Дару, є Мадлакс, Елеонора Бейкер та Ванесса Рене (тільки завдяки допомозі Мадлакс).

## Тематика
Як і більшість аніме-серіалів подібної тематики та жанру, у «Madlax» є відразу декілька важливих філософських і психологічних тем.

### Війна
Лейтмотивом, що проходить крізь велику частину серій «Madlax», є протиприродність самого поняття громадянської війни та її руйнівних наслідків для невинних людей. Постійно порівнюючи стан справ у Нафреції та Газа-Соніку в першій половині серіалу, автори показують, до чого призводить безконтрольне насильство, вбивства і беззаконня. Практично кожна з ранніх серій розповідає свою власну історію про те, як ламаються людські долі в жорнах війни, а пізніше на цьому фоні проступають масштабніші історії життя Мадлакс, Лімельди Йорг та Ванесси Рене.
Друга половина серіалу присвячена пошуку причин війни. П'ятниця Понеділок, виступаючи в ролі напівбожевільного антагоніста, переконаний, що глибинна природа кожної людини несе в собі тільки руйнування, смерть і насильство (найімовірніше, така віра стала наслідком його знайомства із заклинаннями Священних Книг і їхньою дією на свідомість людей — хоча в самому серіалі нічого не мовитися із цього приводу). Саме через це переконання він скористався своїм Даром у 1999-му році й розв'язав безглузду з раціональної точки зору війну, дарувавши людям «бажане».
Деякі критики відзначали схожість думок Понеділка і головних антагоністів у серіалах «The Vision of Escaflowne» (1996) та «Mobile Suit Gundam SEED» (2002—2003), що так само втягли світ у тотальну війну, пройнявшись вірою, що саме цього в глибині душі хочуть всі люди. У всіх трьох випадках їхні уявлення про людей неодмінно спростовувалося одинаками, які несли в собі не тільки зародки насильства і смерті, але й куди світліші та позитивніші бажання й почуття. У «Madlax» такою непереборною перешкодою для плану Понеділка стала сама Мадлакс, «добра вбивця», за виразом одного з персонажів.
Персонаж Мадлакс цікавий, у першу чергу, завдяки її здатності викликати симпатію у майже всіх — від інших персонажів до глядачів серіалу. При цьому її професія, яка примушує її регулярно вбивати інших, не викликає відторгнення, а навпаки органічно вписується в її образ. Незла й доброзичлива Мадлакс є живим спростуванням теорії П'ятниці Понеділка, а що людей вбиває — робота в неї така.
Висновок, який, таким чином, ймовірно, спробували донести автори, полягає в тому, що Мадлакс, яка втілює обидва полюси людської природи (дружбу і вбивство), є найлюдянішою з персонажів серіалу. Певне значення відіграє також той факт, що, на думку авторів, здатність вбивати і доброта невіддільні одне від іншого, що випливає з вельми нерівномірного «розриву» Маргарет Бертон на три іпостасі.

### Самоусвідомлення
Сюжет «Madlax» можна розглядати також і на рівні особистих пошуків та самопізнання Маргарет Бертон, яка є, як вже було згадано, центральним персонажем серіалу. Ґрунтуючись на відомих їй, як композиторові, назвах у «меню Масімо», Кадзіура Юкі висунула теорію, що в своєму пошуку втраченої пам'яті Маргарет знайомиться з кожним з основних персонажів («сторожів») і аспектами життя («брамами»), які вони втілюють, щоб у результаті знайти свої власні «брами», тобто, свою нову особистість замість втраченої 12 років тому.

### Юрі
Хоча серіал відкрито не зображає лесбійські відносини, він все ж таки здобув собі певну славу серед шанувальників жанру «юрі», услід за куди очевиднішим з цієї точки зору «Noir».
Єдиним повноправним джерелом спекуляцій юрі-фендому в серіалі стають відносини між Мадлакс, Ванессою Рене та Лімельдою Йорг, що частково повторюють «любовний трикутник» між Кірікою Юмурою, Мірей Буке та Хлое, відповідно.
Не вдаючись занадто до перипетій сюжету «Noir», слід зазначити, що і там конфлікт був у результаті вирішений вбивством (хай і не зовсім зумисним) однієї з дівчат двома іншими.
Що стосується Маргарет, то всупереч вельми двозначним натякам у фінальних кадрах початкового ролика, відносини між нею і Мадлакс ніколи не заходять далі за визнання права на існування. Також, попри теорії особливо винахідливих шанувальників, не можна віднести до «сьодзьо-аі» і прихильність до своєї пані Елеонори Бейкер, бо перед самою смертю вона зізнається, що Маргарет — «її сім'я». З іншого боку, ближче до кінця серіалу можна спостерігати взаємний потяг між Маргарет і Карроссеа Доном, що остаточно ставить на ній хрест, як на «юрійній героїні».

## Аніме
Вперше серіал транслювався в Японії по телеканалу TV Tokyo з 5 квітня по 27 вересня 2004 року, по вівторках о другій годині ранку, тобто, формально в понеділок вночі. Незадовго до закінчення трансляції, ліцензію на розповсюдження серіалу в США та Європі придбала північноамериканська компанія ADV Films, що також володіє правами на розповсюдження «Noir» і «.hack//SIGN». Англомовне DVD-видання від ADV Films складається із семи дисків, перший з яких надійшов у продаж 12 квітня 2005 року, а останній — 28 березня 2006 року. Серіал отримав у США обмеження за віком Tv-14 («тільки з чотирнадцяти років»), проте для кабельних мереж воно було понижене до TV-PG («дітям рекомендується дивитися фільм з батьками»). Цікаво також, що «Madlax» був першим серіалом, на якому режисер і продюсер ADV Films Уїльямс Девід випробовував технологію розповсюдження рекламних матеріалів по мережі «Bittorrent».
Із 7 лютого 2006 року серіал транслюється в США по кабельному телеканалу Anime Network (що належить компанії A.D. Vision — власникам ADV Films) по вівторках з 20:00 до 20:30 (також кожна серія повторюється в 23:00 того ж дня і в 19:30 наступного вівторка). Можливо, у зв'язку із завершенням видання серіалу на DVD, показ по телебаченню  перервали 4 квітня, і аж до 27 червня транслювали тільки повтори перших восьми серій. 1 серпня серіал знову «перезапустили», і трансляція була завершена 23 січня 2007 року.
| Номер | Японська назва | Українська назва         | Дата трансляції |
| ----- | -------------- | ------------------------ | --------------- |
| 01    | 銃舞           | Танець з пістолетами     | 5 квітня 2004   |
| 02    | 紅月           | Червоний місяць          | 12 квітня 2004  |
| 03    | 蒼月           | Синій місяць             | 19 квітня 2004  |
| 04    | 誘惑           | Спокуса                  | 26 квітня 2004  |
| 05    | 無在           | Неіснуючий               | 3 травня 2004   |
| 06    | 遺言           | Заповіт                  | 10 травня 2004  |
| 07    | 繪本           | Книжка з малюнками       | 17 травня 2004  |
| 08    | 魂言           | Душевне слово            | 24 травня 2004  |
| 09    | 残香           | Аромат зниклого          | 31 травня 2004  |
| 10    | 侵触           | Ерозія                   | 7 червня 2004   |
| 11    | 異国           | Чужа країна              | 14 червня 2004  |
| 12    | 消意           | Зникаюча воля            | 21 червня 2004  |
| 13    | 覚鳴           | Звуки пробудження        | 28 червня 2004  |
| 14    | 忘想           | Забута думка             | 5 липня 2004    |
| 15    | 偽争           | Штучний конфлікт         | 12 липня 2004   |
| 16    | 銃韻           | Рима пістолетів          | 19 липня 2004   |
| 17    | 刹那           | Збіг обставин            | 26 липня 2004   |
| 18    | 双離           | Подвійне розставання     | 2 серпня 2004   |
| 19    | 獲本           | Отримана книга           | 9 серпня 2004   |
| 20    | 真争           | Справжній конфлікт       | 16 серпня 2004  |
| 21    | 告薄           | Неповне одкровення       | 30 серпня 2004  |
| 22    | 撃情           | Небезпечне відчуття      | 30 серпня 2004  |
| 23    | 迷心           | Серце, що заблукало      | 6 вересня 2004  |
| 24    | 献心           | Серце принесене в жертву | 13 вересня 2004 |
| 25    | 聖血           | Священна кров            | 20 вересня 2004 |
| 26    | 欠片           | Уламки                   | 27 вересня 2004 |

### Музика
Саундтрек до серіалу, як і до багатьох інших робіт студії Bee Train (перш за все, до «Noir»), склала Кадзіура Юкі, проте цього разу частково в співавторстві з Нанрі Юка. Їх дует, знаний як «Fictionjunction YUUKA», написав як початкову пісню серіалу «Друзки зіниці» (яп. 瞳の欠片), безпосередньо пов'язану з його сюжетом, а також заключну пісню «Усередині твого серця» (англ. Inside Your Heart), а також пісні-вставки «Ніде» (англ. Nowhere) та «Я тут» (англ. I’m Here).
Повний саундтрек серіалу вийшов 2004 року на двох альбомах. Також вийшло два сингли, повні (тобто, не півторахвилинні, як у самому серіалі і на альбомах саундтреку) версії початкової та заключної пісень, що містять по одній пісні-вставці. У цілому ж критики і шанувальники «Noir», що чекали такого ж багатого музичного супроводу і від «Madlax», були дещо розчаровані саундтреком серіалу.

#### Музичні альбоми

##### Madlax OST I
Список композицій:
1. Garza (2:55)
2. Nowhere (3:45)
3. Limelda (2:12)
4. Calm day (3:15)
5. Midnight (2:01)
6. A pursuit (2:01)
7. Elenore (4:20)
8. The story begin (2:59)
9. Vanessa (2:01)
10. To find your flower (2:22)
11. No mans land (3:02)
12. The day too far (2:16)
13. Calm violence (2:40)
14. Craddle (1:51)
15. Battlefield (2:48)
16. Quanzitta (1:59)
17. Enfant (2:08)
18. In a foreign town (3:14)
19. Flame (2:32)
20. Dawnlight (2:02)
21. Peace in your mind (1:59)
22. Margaret (3:14)
23. Hitomi no Kakera (4:16)

##### Madlax OST II
Список композицій:
1. We are one (2:02)
2. Your place (2:22)
3. Open your box (2:44)
4. Fall on you (2:12)
5. Lost command (2:51)
6. Saints (3:52)
7. A plot (2:41)
8. People are people (2:54)
9. Complicated (2:03)
10. Cannabinoids (3:33)
11. Friday (3:03)
12. If i die (2:22)
13. Gazth-Sonika (3:02)
14. Places of the holy (3:32)
15. A tropical night (2:17)
16. Hearts (2:49)
17. Cold (1:59)
18. We're gonna groove (3:46)
19. Street corner (2:15)
20. She's gotta go (3:01)
21. Bank on me (2:20)
22. I defend you (1:59)
23. MADLAX (3:14)
24. Inside your heart (3:45)

#### Сингли
Hitomi no Kakera (яп. 瞳の欠片) — перший сингл японського дуету FictionJunction Yuuka. Композитор — Каджиура Юкі. 2004 року.
Список композицій:
1. Hitomi no Kakera (яп. 瞳の欠片)
2. Nowhere
3. Hitomi no Kakera (караоке) (яп. 瞳の欠片（オリジナル・カラオケ)
4. Nowhere (караоке) (яп. （オリジナル・カラオケ)[17]

Inside your heart — другий сингл японського дуету FictionJunction Yuuka. Композитор — Каджиура Юкі. 2004 року.
Список композицій:
1. Inside your heart
2. I'm here
3. Inside your heart (караоке) (яп. （オリジナル・カラオケ)
4. I'm here (караоке) (I'm here（яп. オリジナル・カラオケ)

## The Bible
MADLAX the Bible (укр. «Біблія Мадлакс», ISBN 4-89425-375-5) — графічний альбом з додатковими ілюстраціями до серіалу, що надійшов у продаж в Японії 21 травня 2005 року. Крім кольорових і чорно-білих ілюстрацій, у 95-сторінковому альбомі містяться інтерв'ю з авторами і сейю серіалу, а також інша додаткова інформація про «Madlax» японською мовою. За межами Японії альбом не видавався.
Оскільки слово «Bible» походить від дав.-гр. «τὰ βιβλία τὰ ἅγια» («священна книга»), то в назві видання, можливо, міститься алюзія до «Священних Книг», які відіграють важливу роль у сюжеті серіалу.

## Критика
На відміну від «Noir», що набув широкої популярності в Японії та за її межами, «Madlax» так і не став настільки ж популярним серед шанувальників аніме і викликав набагато стриманіші відгуки у критиків. Хоча останні в цілому визнавали сюжетну лінію серіалу вдалішою, ніж у попереднику, «Madlax» неодноразово дорікали у вторинності — переважно, через схожість сюжетної зав'язки і центральних персонажів. Певну роль зіграли до того ж спільна жанрова приналежність серіалів і схожі стилі музичного та графічного оформлення.
Що стосується конкретно сюжету, переважна більшість оглядачів визнали першу третину серіалу дуже повільною і часто навіть нудною (подібні нарікання викликав свого часу і весь сюжет «Noir»), проте пізніше вони ж відзначали, що затягнута експозиція окупається незвичайним фіналом, який перетворює «Madlax» із переробки попередника в оригінальну роботу. Багато критиків і глядачі, таким чином, кидали перегляд до того, як серіал міг показати себе з найкращого боку, чим, можливо, і пояснюється його порівняно мала популярність.
Серед інших причин, що вплинули на скромний комерційний успіх роботи, називали також:
- насичення жанрової ніші — до моменту виходу серіалу, інші студії, які прагнули повторити успіх «Noir», створили цілу низку тематично схожих робіт, виділитися на тлі яких було набагато важче. А оскільки цільова аудиторія обох серіалів визначилася вже в 2001 році, до «продовження Noir» заздалегідь сформувалося упереджене ставлення.
- складний жанр — містична суміш фантастики і суворого реалізму, за який колись помилково хвалили «Noir»[20], не дала серіалу завоювати широке визнання серед фанатів цих напрямків в аніме.
- відсутність ефекту поляризації — на відміну від «Noir», щодо якого глядачі розподілилися за ставленням рівно на два табори, «Madlax», як правило, викликав куди різноманітніші реакції і тому так і не зміг досягти культового статусу.